# Tanja Mayer
Tanja Mayer (Sommeri, 2 de julio de 1993) es una deportista suiza que compitió en bobsleigh en la modalidad doble.
Ganó una medalla de oro en el Campeonato Europeo de Bobsleigh de 2014. Participó en los Juegos Olímpicos de Sochi 2014, ocupando el octavo lugar en la prueba doble.

## Palmarés internacional
| Campeonato Europeo | Campeonato Europeo   | Campeonato Europeo | Campeonato Europeo |
| Año                | Lugar                | Medalla            | Prueba             |
| ------------------ | -------------------- | ------------------ | ------------------ |
| 2014               | Königssee (Alemania) | Medalla de oro     | Doble              |